# Katedra w Jaén

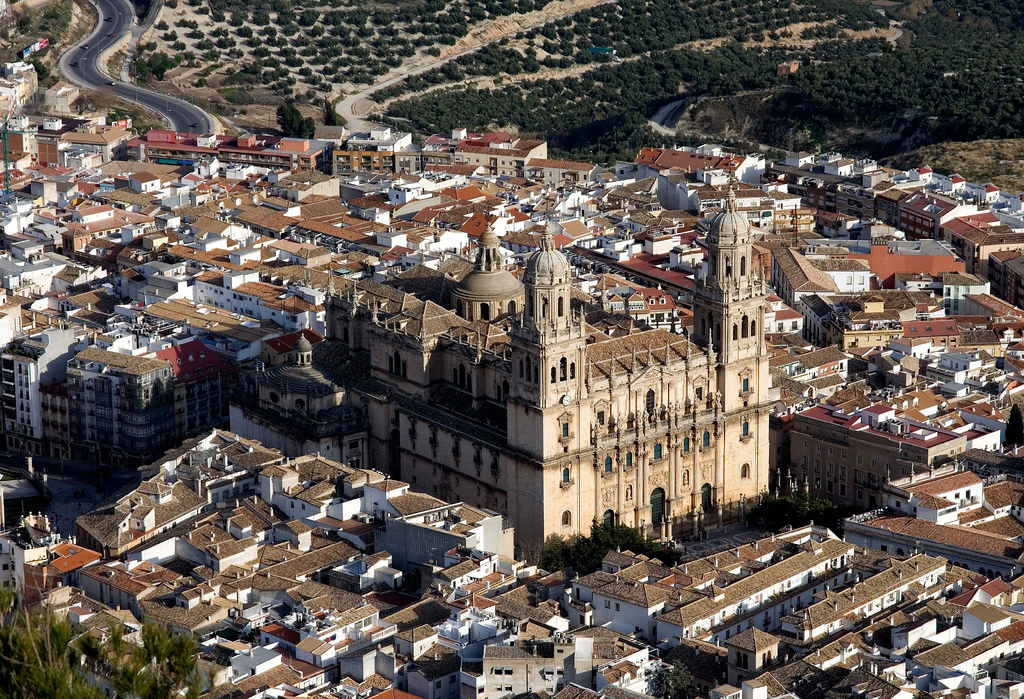
Katedra w Jaén

Katedra Wniebowzięcia w Jaén, Catedral de la Asunción de Jaén zaprojektowana w XVI wieku przez Andrésa de Vandelvira w stylu renesansowo-barokowym. Fasada katedry ozdobiona jest rzeźbami Pedro Roldána przedstawiających Ewangelistów i Ojców Kościoła oraz zdobywcy Jaén Ferdynanda III, którego wzrok skierowany jest w kierunku byłej twierdzy Maurów – Castillo de Santa Catalina. W prezbiterium znajdują się pięknie rzeźbione stalle (ok. 1520 rok). W Capilla Mayor przechowywana jest najcenniejsza relikwia katedry, chusta św. Weroniki z odbiciem twarzy Chrystusa.